# Anne-Sophie Mercier
Pour les articles homonymes, voir Mercier.
 (novembre 2022).
Anne-Sophie Mercier est une journaliste française née en 1964.

## Biographie
Anne-Sophie Mercier est la fille du général Philippe Mercier, ancien chef d'état-major de l'Armée de terre de 1996 à 1998, sous Jacques Chirac.
Diplômée d'HEC et de l'Institut d'études politiques de Paris, elle est, jusqu'en décembre 2006, journaliste pour Arte, où elle coprésente l'émission Le Forum des Européens[réf. nécessaire].
Elle débute dans la presse économique, au Nouvel Économiste, avant de rejoindre l'équipe de L'Événement du jeudi, où elle est grand reporter au service politique. En 1997, elle devient chef adjoint du service politique du Parisien, qu'elle quitte en 1999 pour lancer, avec une trentaine d'autres journalistes, I-télévision, la chaîne d'informations du groupe Canal+.[réf. nécessaire]
En 2003, elle quitte I-télé pour Arte. Jusqu'en juin 2010, elle collabore à l'hebdomadaire satirique Charlie Hebdo, où elle écrit chroniques, portraits et reportages, principalement sur des sujets de politique intérieure française.[réf. nécessaire]
Anne-Sophie Mercier participe chaque semaine à On refait le monde sur RTL, émission de débats essentiellement politiques, et tient une chronique politique les lundis et mercredis dans l'émission de Canal+ L'Édition spéciale (12 h 40 – 13 h 40), lors de la saison 2007-2008.[réf. nécessaire]
Elle participe régulièrement à l'émission de Philippe Labro sur Direct 8, Langue de bois s'abstenir. Depuis son départ de Charlie Hebdo, elle travaille pour les pages politiques des Inrockuptibles et du Monde Magazine. Elle intègre le service politique du Monde en septembre 2011.[réf. nécessaire]
Elle collabore au Canard enchaîné, où elle tient entre autres la rubrique « Prises de bec », consacrée à une personnalité portraiturée de façon sarcastique.

## Publications
- Les 700 jours de Lionel Jospin (avec Béatrice Jérôme), Paris, Plon, 1997
- La Vérité sur Dieudonné, Paris, 2005 ; réédité (et augmenté) sous le titre Dieudonné démasqué, Seuil, 18 juin 2009, 185 p.   (ISBN 978-2021005646)L'auteure analyse les propos polémiques de l'humoriste, et la façon dont ils sont perçus en France. Le 2 novembre 2005, Dieudonné obtient en référé la suppression de certains passages jugés offensants à son encontre, avant d'être débouté au civil en décembre 2005 puis au pénal en octobre 2007.
- Ils ont osé le dire ! (avec Daniel Bernard), Paris, Plon, 2008 Anthologie des promesses faites par les présidents de la Ve République, mais qui n'ont pas été tenues.
- Piccoli - Derrière l'écran, Allary Éditions, 18 mai 2020, 204 p. (ISBN 2370733098)[4],[5]
- Prises de bec : Les portraits du Canard Enchaîné, Calmann-Lévy, 2020
- Avec Bertrand Dicale : Serge Reggiani, la nostalgie est toujours ce qu'elle était, éditions de l'Observatoire, 320 pages[6]